# آدم آلکاشی
آدم آلکاشی (انگلیسی: Adem Alkaşi؛ زادهٔ ۱۴ آوریل ۱۹۸۴) بازیکن فوتبال اهل ترکیه است.
از باشگاه‌هایی که در آن بازی کرده‌است می‌توان به باشگاه فوتبال آنتالیااسپور، باشگاه فوتبال الازیغ‌اسپور، باشگاه فوتبال استانبول باشاک‌شهر، باشگاه ورزشی بولوسپور، و باشگاه فوتبال سامسون‌اسپور اشاره کرد.